# Mecysmauchenius chacamo
Mecysmauchenius chacamo is een spinnensoort uit de familie Mecysmaucheniidae. De soort komt voor in Chili.